# Zdenko Zorko
Zdenko Zorko (Zagreb, Hrvatska, 18. kolovoza 1950.) hrvatski je rukometni trener i bivši rukometni vratar. U karijeri je nastupao za zagrebačke klubove Zagreb i Medveščak te za slovensko Aero-Celje. Bio je član jugoslavenske reprezentacije, s kojom je na OI 1972. u Münchenu osvojio zlatno odličje (koje mu kao trećem vrataru nije dodijeljeno, jer je na postolju bilo mjesta samo za 12 igrača, premda je Zorko branio na dvije utakmice), a na OI 1976. u Montrealu je osvojio 5. mjesto (branio na četiri utakmice). Također ima zlato s Mediteranskih igara 1975. u Alžiru.
Zorko je bio trener u Zagreb-Chromosu, Borcu iz Zagreba, Aero-Celju, Industrogradnji, Lokomotivi-Kraš, Zagreb-Badelu 1862, švicarskom Wintherthuru i njemačkom Gummersbachu.
Dugogodišnji je trener vratara hrvatske rukometne reprezentacije, s kojom je osvojio brojne medalje na velikim natjecanjima.

## Vanjske poveznice
- Profil na databaseolympics.com